# 龙尼·松丁
龙尼·松丁（瑞典語：Ronnie Sundin，1970年10月3日—），生于斯德哥尔摩，瑞典男子冰球运动员。他曾代表瑞典国家队参加2006年冬季奥林匹克运动会冰球比赛，获得一枚金牌。